# Karibský soudní dvůr
Karibský soudní dvůr (angl. Caribbean Court of Justice, zkr. CCJ; nizoz. Caribisch Hof van Justitie; franc. Cour Caribéenne de Justice) je mezinárodní soudní instituce, zřízená v rámci Karibského společenství (CARICOM). Ustaven byl na základě mezinárodní smlouvy z roku 2001 v dubnu 2005. Jeho sídlem je Port of Spain.
Do jeho výlučné pravomoci spadá interpretace Smlouvy z Chaguaramas, kterou bylo Karibské společenství založeno. Dále působí jako soud poslední instance v trestních a civilních věcech těch karibských států, které na něj tuto pravomoc přenesly (Barbados, Belize, Dominica, Guyana).
Soud může mít nejvýše 10 soudců.